# 千種有功
千種 有功（ちぐさ ありこと、ちくさ ありこと）は、江戸時代後期の公卿・歌人。

## 経歴
はじめ一条忠良、次いで有栖川宮織仁親王、久世通理らに入門して和歌を師事、。和歌のみならず書画も能筆であり、また公家ながら刀剣を愛好し、その収集に飽き足らず自ら刀を鍛え、2000年代でもその遺作は蒐集家に人気がある。
東京都新宿区須賀町にある須賀神社に肖像・大岡雲峰画、歌・千種有功筆の三十六歌仙図が社宝として伝わっており、新宿区指定有形文化財（絵画）に指定されている。

## 系譜
- 父：千種有条
- 母：不詳
- 養父：千種有秀
- 妻：不詳
- 生母不明の子女 - 養子を含め三男二女
  - 男子：千種有顕
- 養子
  - 男子：千種有名 - 中院通知の子
  - 男子：千種有文 - 左近衛少将、今城定成の子

## 歌集
- 『千々廼舎集』 全3巻
- 『日枝の百枝』
- 『ふるかがみ』
- 『和漢草』